# ایراواتی کاروه
ایراواتی کاروه (۱۵ دسامبر ۱۹۰۵– ۱۱ اوت ۱۹۷۰) یک جامعه‌شناس، مردم‌شناس، متخصص آموزش و نویسنده هندی اهل مهاراشترا، هند بود. او یکی از شاگردان جی اس گوری، بنیانگذار جامعه‌شناسی در هند بود. او اولین زن جامعه‌شناس در هند است. او با مطالعه جمجمه‌ها، نظریه‌ نژادی نازی‌ها را به چالش کشید.

## دوران اولیه زندگی و تحصیل
ایراواتی کاروه در ۱۵ دسامبر ۱۹۰۵ در یک خانواده ثروتمند چیتپاوان برهمین متولد شد. والدینش نام او را از رودخانه ایراوادی در برمه گرفتند؛ جایی که پدرش، گانش هاری کارمارکار، برای شرکت پنبه برمه کار می‌کرد. او از هفت سالگی به مدرسه شبانه‌روزی دخترانه هوزورپاگا در پونه رفت و سپس در کالج فرگوسن به تحصیل در رشته فلسفه پرداخت و در سال ۱۹۲۶ از آنجا فارغ‌التحصیل شد. او سپس برای مطالعه جامعه‌شناسی از طرف جی اس گوری در دانشگاه بمبئی بورسیه داکشینا را دریافت کرد و در سال ۱۹۲۸ مدرک کارشناسی ارشد را با پایان‌نامه‌ای در مورد موضوع کاست خودش با عنوان چیتپاوان برهمن - یک مطالعه قومی گرفت.
کاروه با دینکار دوندو کاروه ازدواج کرد. دینکار آن زمان با گوری درس می‌خواند و در مدرسه‌ای شیمی تدریس می‌کرد. اگرچه شوهرش از یک خانواده متشخص اجتماعی برهمن بود، اما این ازدواج با تأیید پدرش روبرو نشد، چراکه امیدوار بود دخترش با خانواده حاکم یک ایالت شاهزاده نشین ازدواج کند. دینکار پسر دوندو کشاو کاروه، بهارات راتنا و پیشگام آموزش زنان بود. پدر دینکار با تصمیم پسرش برای فرستادن او به آلمان برای مطالعات بیشتر، مخالفت کرد.
دینکار دوندو کاروه در مدت اقامتش در آلمان، که در نوامبر ۱۹۲۸ آغاز شد، مخارج خود را با وام جیوراج مهتا، یکی از اعضای کنگره ملی هند، تأمین کرد. یک دهه یا بیشتر قبل از آن در مؤسسه انسان‌شناسی، وراثت انسانی و اصلاح نژاد کایزر ویلهلم تحصیل کرد، دو سال بعد در رشته شیمی آلی دکترا گرفت و سپس نزد همسرش در هند بازگشت.  شوهر ایراواتی یک آتئیست بود و بازدیدهای خود از زیارتگاه هندو به ویتوبا در پاندارپور را به‌عنوان احترام به «سنت» و نه اعتقاد توضیح داد. علیرغم همه اینها، خانواده آنها اساساً یک خانواده هندو از طبقه متوسط بودند. 

## حرفه

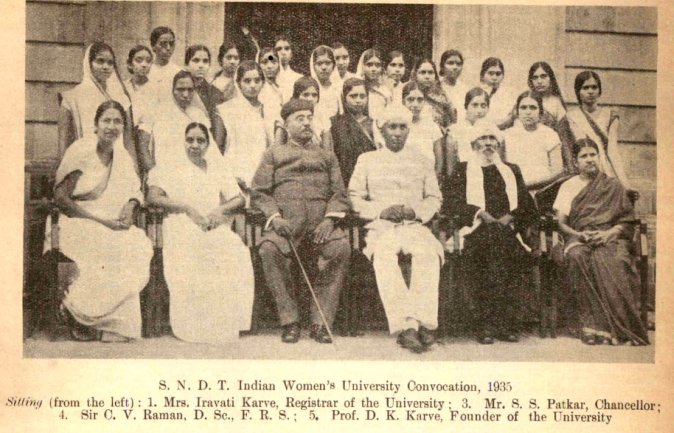
ایراواتی کاروه (ردیف اول سمت چپ) با سی وی رامان و دی کی کاروه (به ترتیب سومین و دومین نفر از سمت راست در ردیف اول)، در اجلاس دانشگاه زنان اس‌ان‌دی‌تی ۱۹۳۵

کاروه از سال ۱۹۳۱ تا ۱۹۳۶ به عنوان مدیر در دانشگاه زنان اس‌ان‌دی‌تی در بمبئی فعالیت کرد و در مقطع کارشناسی ارشد مشغول به تدریس بود. او در سال ۱۹۳۹ به کالج دکن پونه نقل مکان کرد و تا پایان کار خود در آنجا ماند. 
به گفته ناندینی ساندار، کاروه اولین زن انسان‌شناس در هند بود، رشته‌ای که در هند در زمان حیاتش عموماً مترادف با جامعه‌شناسی بود. او علایق آکادمیک گسترده‌ای از جمله انسان‌شناسی، انسان‌سنجی، سرم‌شناسی، هندشناسی و دیرین‌شناسی و همچنین گردآوری ترانه‌های محلی و ترجمه اشعار فمینیست داشت. او اساساً باعث یک مبادله فرهنگی شد که از چندین مکتب فکری الهام گرفته بود و از برخی جهات از تکنیک‌های استفاده شده توسط ویلیام هالس ریورز تقلید می‌کرد. این تأثیرات شامل هندشناسی کلاسیک، قوم‌شناسی که توسط بوروکرات‌های راج بریتانیا انجام می‌شد و همچنین انسان‌شناسی زیستی مبتنی بر اصلاح نژاد آلمانی بود. علاوه بر این، او علاقه ذاتی به پزوهش میدانی داشت.  ساندار خاطرنشان می‌کند که "تا اواخر سال ۱۹۶۸ او اعتقادش را به اهمیت نقشه‌برداری گروه‌های اجتماعی مانند زیرکاست‌ها بر اساس داده‌های آنتروپومتریک و آنچه در آن زمان "ژنتیک" نامیده می‌شد، حفظ کرد". 
او دپارتمان مردم‌شناسی دانشگاه پونا را تأسیس کرد.
کاروه سال‌ها به عنوان رئیس گروه جامعه‌شناسی و مردم‌شناسی در کالج دکن دانشگاه پونا خدمت کرد. او ریاست بخش مردم‌شناسی کنگره ملی علوم را بر عهده داشت که در دهلی نو در سال ۱۹۴۷ برگزار شد.  او به دو زبان مراتی و انگلیسی می‌نوشت.

## مطالعه جمجمه‌ها و نظریه نژادی نازی‌ها
ایراواتی روی پایان‌نامه‌ای که فیشر به او سپرده بود کار می‌کرد: اثبات اینکه اروپایی‌های سفیدپوست منطقی‌تر و خردمندتر، و در نتیجه از نظر نژادی برتر از اروپایی‌های غیرسفیدپوست هستند. این پژوهش شامل بررسی و اندازه‌گیری دقیق ۱۴۹ جمجمه انسان بود.
فیشر فرض کرده بود که اروپایی‌های سفیدپوست دارای جمجمه‌های نامتقارن هستند تا لوب‌های پیشانی راست بزرگ‌ترى را در خود جای دهد، که ظاهرا نشانه‌ای از هوش بالاتر بود. اما تحقیقات ایراوتی هیچ ارتباطی بین نژاد و نامتقارن بودن جمجمه نشان نداد.
ایراواتی نه‌تنها فرضیه فیشر را رد کرد، بلکه نظریه‌های آن موسسه و دیدگاه‌های غالب آن دوران را نیز به چالش کشید.
ایراواتی با شجاعت یافته‌های خود را ارائه کرد و با برانگیختن خشم استاد راهنمایش، مدرک تحصیلی‌ خود را به خطر انداخت. فیشر پایین‌ترین نمره را به او داد، اما پژوهش او به شکلی انتقادی و علمی، استفاده از تفاوت‌های انسانی برای توجیه تبعیض را رد کرد. (بعدها، نازی‌ها از نظریه‌های برتری نژادی فیشر برای پیشبرد اهداف خود بهره بردند و فیشر نیز به حزب نازی پیوست.)